# Chionea nigra
Chionea nigra là một loài ruồi trong họ Limoniidae. Chúng phân bố ở miền Tân bắc.